# Lonely One
「Lonely One」（ロンリー・ワン）は、日本の音楽家小袋成彬と宇多田ヒカルの楽曲。デビューアルバム「分離派の夏」からの先行シングルとして、エピックレコードジャパンより2018年1月17日にサブスクリプションサービス限定でリリースされ、同年4月4日より配信ダウンロードが解禁された。

## パフォーマンス
2018年2月24日、小袋はSpotifyオフィスにて、初めて一般客向けのライブで当楽曲を披露した。当ライブは抽選で選ばれた観客のみが観覧できるもので、SpotifyやYouTubeでの生放送も行われた。

## チャート成績
大手サブスクリプションサービスSpotifyの日本国内バイラルチャートにて週間1位を記録した。これは男性ソロアーティストのデビュー曲としては国内初の快挙である。

## 収録曲
作詞・作曲・編曲:小袋成彬・宇多田ヒカル・小島裕規（Yaffle）
1. Lonely One (feat. 宇多田ヒカル) - 4:41

## クレジット
- 小袋成彬 - 作詞・作曲・編曲・ボーカル
- 宇多田ヒカル - 作詞・作曲・編曲・ボーカル
- 小島裕規 - 作詞・作曲・編曲
- 草野庸子 - ジャケット撮影
- 岡本伸明（lovefilm・the telephones）- ジャケットモデル
- うちだゆうほ - ジャケットモデル
- タカヤ・オオタ - ジャケットデザイン

## チャート成績
| チャート（2018年）            | 最高 順位 |
| ----------------------------- | --------- |
| 日本 Spotify Viral 50（週間） | 1         |